# Djuvec

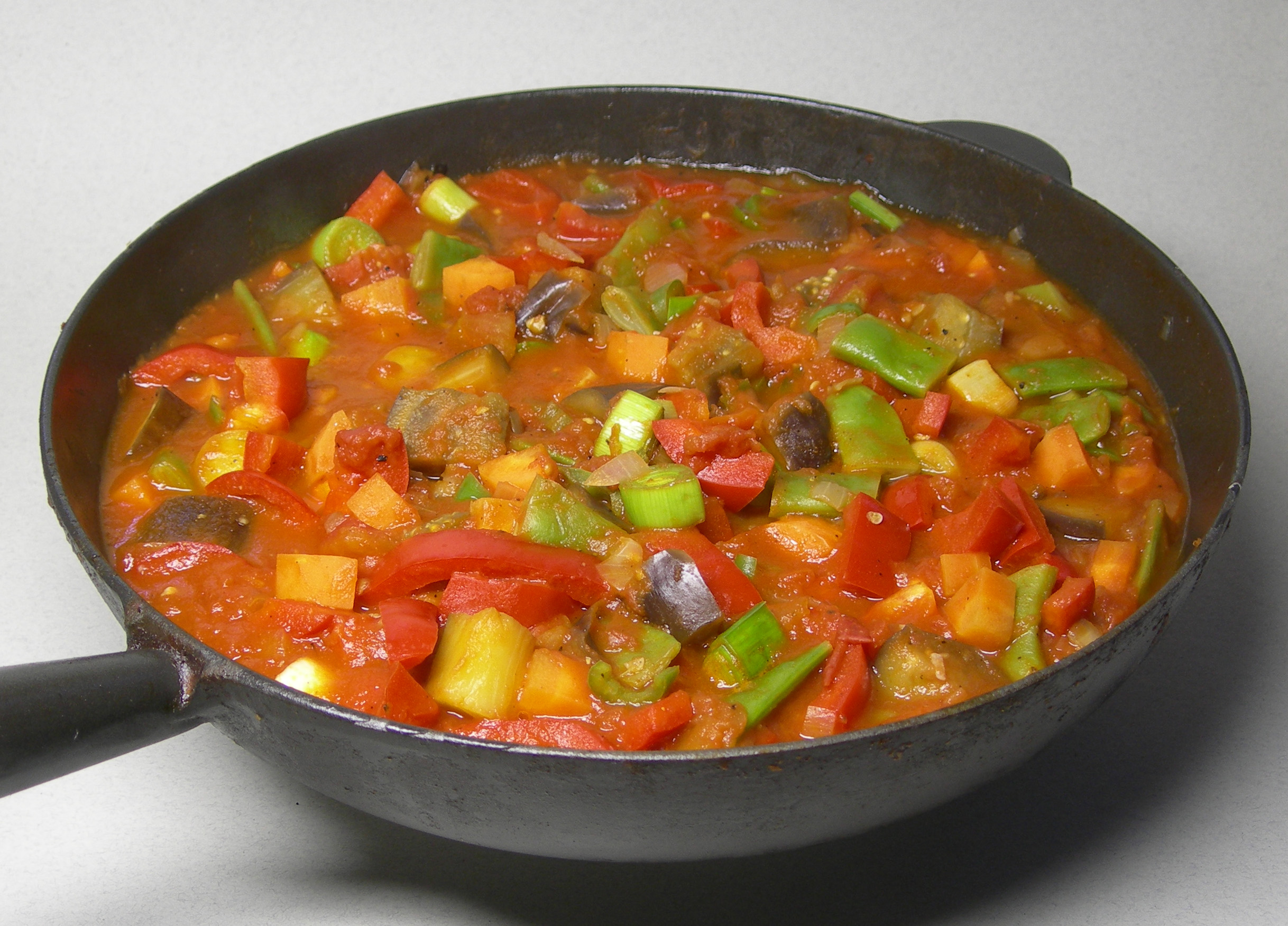
Duvec-Gemüse

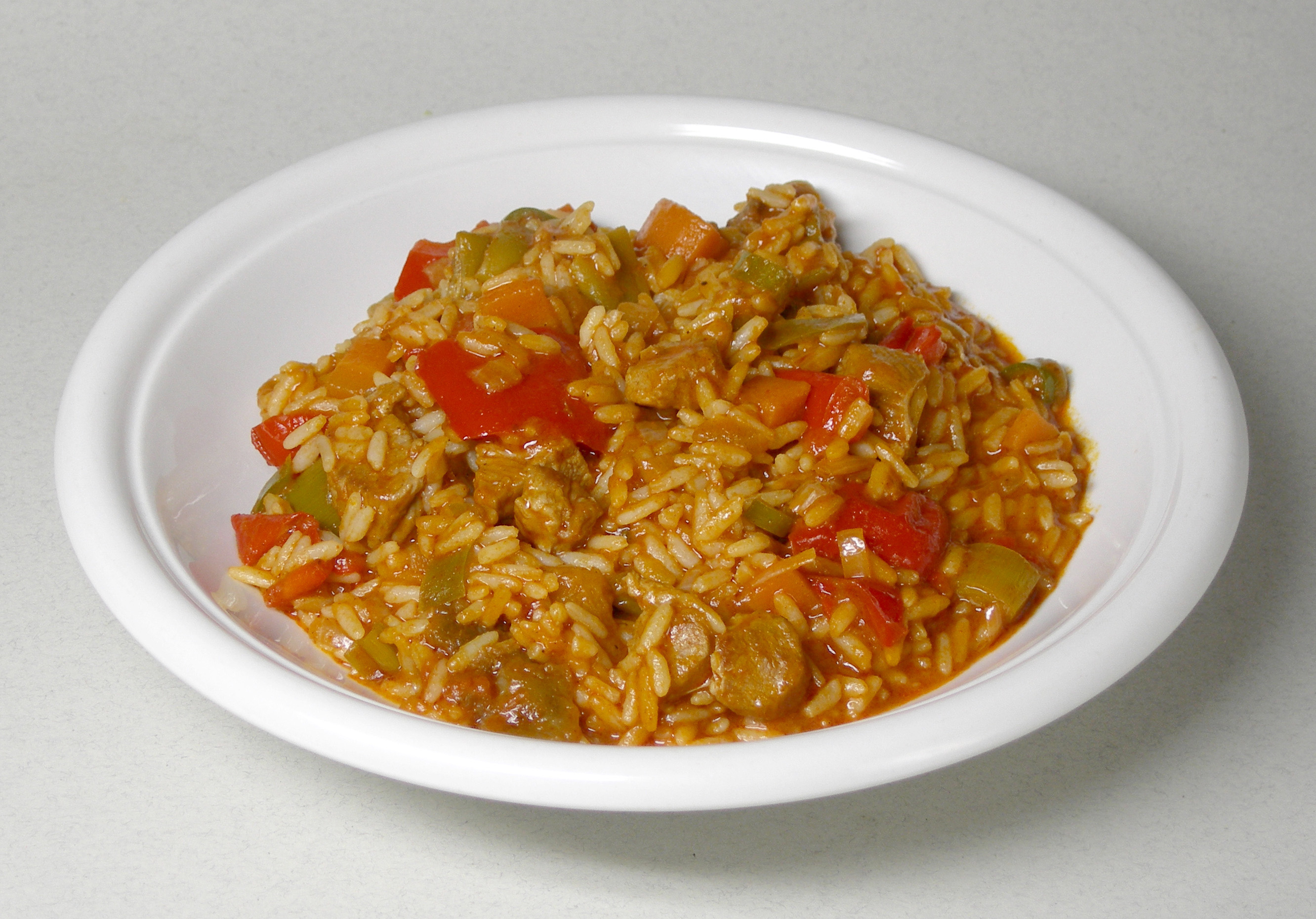
Duvec-Reis mit Lammfleisch

Djuvec oder Duvec oder Dschuwetsch (bulgarisch гювеч gjuwetsch, mazedonisch ѓувеч, serbokroatisch ђувеч đuveč, griechisch γιουβέτσι giouvetsi, albanisch gjyveçi, rumänisch givech in Moldau) ist ein traditionelles südosteuropäisches Schmorgericht aus Gemüse und Fleisch, teilweise auch Reis oder Reisnudeln (Orzo, griechisch Kritharaki). Es gilt in mehreren Staaten dieser Region als Nationalgericht. Eigentlich bedeutet der Name ‚Pfannengericht‘ zu serbisch đuveče, mazedonisch đuveč ‚Bratpfanne‘. Im Türkischen bezeichnet es den zum Schmoren verwendeten Tontopf Güveç, woher er in die anderen Sprachen übernommen wurde. Das Tongefäß ist meist ohne Deckel, rund oder oval, ziemlich flach mit einer großen Oberfläche, die eine maximale Verdunstung ermöglicht; wenn die Innen- und Außenseite glasiert ist, eignet es sich nur für den Backofen.

## Zutaten und Zubereitung
Für Djuvec gibt es kein einheitliches Rezept, die Zutaten variieren nach Region und Geschmack. Als Fleisch wird Hammel-, Lamm-, Schweine- oder Rindfleisch verwendet, selten auch Geflügel. Hinzu kommen Gemüse wie Zwiebeln, Tomaten, Paprika, grüne Bohnen, Zucchini, Auberginen, Okra oder Kartoffeln. Viele Rezepte beinhalten auch Reis. Als Aromaten sind kleingeschnittene Sellerie- oder Petersilienblätter sowie Knoblauch zu nennen, als Gewürz Rosenpaprika.
Wie die Bandbreite der Zutaten sind auch die Zubereitungsdetails unterschiedlich. Mal wird das Gemüse angeschwitzt und dann das Fleisch als Stück zugegeben, mit Flüssigkeit (Wasser oder Brühe) aufgegossen und geschmort, mal das Fleisch auch in Würfel geschnitten und mit angebraten, mal ganz ohne Wasser das Schmorgericht im eigenen Saft bereitet. Als Kochgeschirr findet der namensgebende Tontopf Verwendung; es sind aber auch Metalltöpfe gebräuchlich.